# Амори VI де Монфор
Амори VI де Монфор (фр. Amaury VI de Montfort; 1192 — 1241, Отранто) — французский полководец и государственный деятель, сеньор де Монфор-л’Амори и д’Эпернон с 1218, граф де Монфор с 1226, герцог Нарбонны 1223—1224, граф Тулузы, виконт Безье и Каркассона 1218—1224, коннетабль Франции в 1231—1235 годах, активный участник Альбигойских войн и Крестовых походов.

## Биография

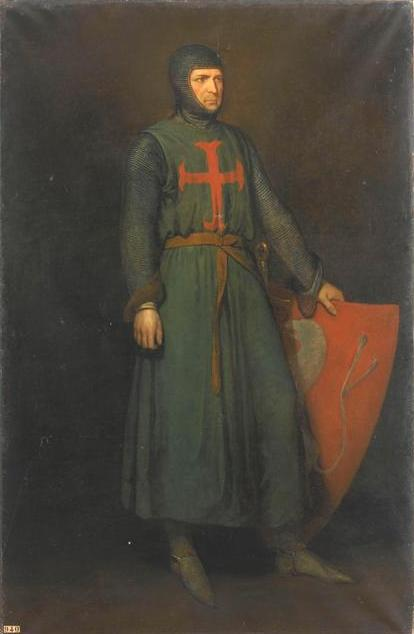
Анри Шеффер Портрет Амори VI де Монфора

Родился в 1192 году. Был старшим сыном Симона IV де Монфора и Алисы де Монморанси и наследником графства Монфор. Получил традиционное рыцарское воспитание, однако, по свидетельствам современников, отличался весьма мягким характером.
Вместе с отцом принимал участие в походе против альбигойцев, где показал себя храбрым воином. Был посвящён в рыцари в 1212 году в замке Кастельнодарри, после чего почти постоянно сопровождал отца в военных кампаниях в Лангедоке. В 1214 году женился на Беатрисе Тулузской.
Во время осады Тулузы крестоносцами в 1218 году командовал гарнизоном Нарбоннского замка, поддерживая осаждающих с тыла. После гибели Симона де Монфора 25 июня 1218 года был провозглашён предводителем похода против альбигойцев, а также унаследовал графство Монфор и номинальный титул графа Тулузского.
Будучи отважным воином, по свидетельствам Петра Сернейского и других современников, Амори не блистал талантами полководца. Он вынужден был покинуть Тулузу и отступить. В сражениях с войсками Раймунда VII Тулузского армия Амори потерпела несколько тяжёлых поражений, в результате чего он потерял значительную часть завоёванных крестоносцами территорий. Видя затруднения Амори, король Франции Филипп II Август направил ему на помощь армию под командованием своего сына, принца Людовика, будущего короля Людовика VIII Льва. Под давлением Папы Гонория Амори был вынужден признать за королём права на Лангедок и уступить сюзеренитет над Тулузой Раймонду Юному. Ему удалось сохранить за собой только Каркассон, и то на недолгий срок. 15 января 1224 года Амори уступил Каркассон войскам графа Тулузского, а спустя месяц официально передал свои лангедокские владения королю Франции.
В обмен на признание королевского сюзеренитета Амори получил титул коннетабля Франции. В этом качестве он принял участие в походе Людовика против Тулузы и даже некоторое время выполнял функции королевского наместника в Альбижуа, хотя реальной власти не имел.
Впоследствии Амори де Монфор принимал участие в Крестовом походе 1239 года. В сражении с мусульманами при Газе он попал в плен и был заточён в Каире, где провёл два года в ожидании выкупа. Будучи наконец выкуплен из плена, он отправился во Францию, однако по пути умер в Отранто в 1241 году, в возрасте 49 лет.

## Дети
От Беатрисы, дочери дофина Вьеннского Гига VI, у Амори было пятеро детей:
- Жан I де Монфор (1228—1249), граф де Монфор
- Маргарита (умерла в 1284 году или позже), жена Жана III, графа Суассона
- Лаура (умерла до 1270), замужем за: (1) Фердинандом Кастильским, графом Омальским; (2) Анри де Гранпре, сеньором де Ливри
- Адель (умерла в 1279), жена Симона II де Клермона, сеньора де Нель и Айли
- Перенелла (умерла в 1270), монахиня